# Thawabit
Al-Thawabit al-Wataniyya (àrab: الثوابت الوطنية, aṯ-Ṯawābit al-Waṭaniyya, ‘les Constants Nacionals’), comunament dites simplement Thawabit (‘Constants’), i també conegudes com «les línies vermelles palestines», són una sèrie de principis, establerts pel Consell Nacional Palestí de l'Organització per l'Alliberament de Palestina el 1977, pensats per ser la base del consens nacional en relació amb el conflicte israelopalestí. L'objectiu era que totes les faccions palestines es comprometessin amb aquests principis.
Els quatre principis que componen el Thawabit són: 
- el dret a la resistència,
- el dret a l'autodeterminació (en forma d'estat),
- Jerusalem com a capital de Palestina, i
- el dret al retorn dels refugiats palestins a les seves cases i terres al que avui és Israel (d'acord amb la Resolució 194 de l'Assemblea General de les Nacions Unides).[2]

Els principis del Thawabit, proclamats com a drets nacionals inviolables dels palestins, s'han convertit en part fonamental de l'esperit de resistència de la societat palestina i es reflecteixen en la producció cultural palestina, en els mitjans de comunicació, en els discursos dels líders palestins, en els documents oficials, en els llibres de text i, de fet, en la vida quotidiana dels palestins.